# Serie A 1999-2000 (calcio femminile)
L'edizione 1999-2000 è stata la trentatreesima edizione del campionato italiano di Serie A femminile di calcio.
La Torres FO.S. ha conquistato lo scudetto per la seconda volta nella sua storia. Sono retrocessi in Serie B il Torino, l'Attilia Nuoro e il Verona. Il titolo di capocannoniere della Serie A è andato a Patrizia Panico, calciatrice della Ruco Line Lazio, autrice di 41 gol.
Al termine del campionato il Bologna ha rinunciato a iscriversi all'edizione successiva della Serie A e il Torino è stato riammesso.

## Stagione

### Novità
Al termine stagione 1998-1999 il Modena, il Lugo e il Fiammamonza sono stati retrocessi in Serie B. Al loro posto sono stati promossi il Tradate Abbiate, il Foroni e l'Attilia Nuoro, vincitori dei play-off promozione della Serie B 1998-1999.

### Formula
Le 16 squadre partecipanti si affrontano in un girone all'italiana con partite di andata e ritorno per un totale di 30 giornate.

Le ultime tre classificate retrocedono in Serie B.

## Squadre partecipanti
| Club              | Città                   | Stagione precedente   |
| ----------------- | ----------------------- | --------------------- |
| Aircargo Agliana  | Agliana (PT)            | 4º posto in Serie A   |
| Attilia Nuoro     | Nuoro                   | 1º posto in Serie B/C |
| Autolelli Picenum | Castel di Lama (AP)     | 7º posto in Serie A   |
| Bardolino         | Bardolino (VR)          | 5º posto in Serie A   |
| Bologna CF        | Bologna                 | 13º posto in Serie A  |
| Foroni            | Verona                  | 1º posto in Serie B/B |
| G.E.A.S.          | Sesto San Giovanni (MI) | 9º posto in Serie A   |
| Gravina           | Catania                 | 11º posto in Serie A  |
| ACF Milan         | Milano                  | Campione d'Italia     |
| Pisa              | Pisa                    | 8º posto in Serie A   |
| Ruco Line Lazio   | Roma                    | 3º posto in Serie A   |
| Sarzana           | Sarzana (SP)            | 12º posto in Serie A  |
| Torino            | Venaria Reale (TO)      | 6º posto in Serie A   |
| Torres FO.S.      | Sassari                 | 2º posto in Serie A   |
| Tradate Abbiate   | Tradate (VA)            | 1º posto in Serie B/A |
| Verona CF         | Verona                  | 10º posto in Serie A  |

## Classifica finale
|  | Pos. | Squadra           | Pt | G  | V  | N | P  | GF  | GS  | DR   |
|  | ---- | ----------------- | -- | -- | -- | - | -- | --- | --- | ---- |
|  | 1.   | Torres Fo.S.      | 84 | 30 | 28 | 0 | 2  | 123 | 18  | +105 |
|  | 2.   | ACF Milan         | 76 | 30 | 25 | 1 | 4  | 92  | 22  | +70  |
|  | 3.   | Pisa              | 57 | 30 | 18 | 3 | 9  | 71  | 40  | +31  |
|  | 4.   | Aircargo Agliana  | 57 | 30 | 17 | 6 | 7  | 53  | 30  | +23  |
|  | 5.   | Autolelli Picenum | 55 | 30 | 16 | 7 | 7  | 73  | 35  | +38  |
|  | 6.   | Bardolino         | 55 | 30 | 16 | 7 | 7  | 53  | 20  | +33  |
|  | 7.   | Ruco Line Lazio   | 48 | 30 | 14 | 6 | 10 | 72  | 44  | +28  |
|  | 8.   | Foroni            | 48 | 30 | 15 | 3 | 12 | 52  | 41  | +11  |
|  | 9.   | G.E.A.S. (-1)     | 38 | 30 | 10 | 9 | 11 | 37  | 46  | -9   |
|  | 10.  | Gravina (-1)      | 38 | 30 | 12 | 3 | 15 | 62  | 83  | -21  |
|  | 11.  | Sarzana           | 30 | 30 | 7  | 9 | 14 | 34  | 64  | -30  |
|  | 12.  | Bologna CF (-1)   | 26 | 30 | 7  | 6 | 17 | 35  | 78  | -43  |
|  | 13.  | Tradate Abbiate   | 25 | 30 | 6  | 7 | 17 | 32  | 91  | -59  |
|  | 14.  | Torino            | 14 | 30 | 4  | 2 | 24 | 28  | 83  | -55  |
|  | 14.  | Attilia Nuoro     | 14 | 30 | 3  | 5 | 22 | 35  | 103 | -68  |
|  | 16.  | Verona CF (-2)    | 13 | 30 | 3  | 6 | 21 | 23  | 77  | -44  |

Legenda:
      Campione d'Italia
      Retrocesse in Serie B 2000-2001.
Note:
Tre punti a vittoria, uno a pareggio, zero a sconfitta.
La G.E.A.S., il Gravina Catania e il Bologna hanno scontato 1 punto di penalizzazione per aver rinunciato a un incontro.
Il Verona ha scontato 2 punti di penalizzazione per aver rinunciato a due incontri.
Torino poi ripescato in Serie A 2000-2001.

## Risultati

### Calendario
| andata     | 1ª giornata             | ritorno     |
| 2 ott 1999 |                         | 29 gen 2000 |
| 0-1        | Foroni-Verona           | 2-0         |
| 1-1        | GEAS-Bardolino          | 1-3         |
| 10-1       | Lazio-Gravina Catania   | 7-1         |
| 1-1        | Picenum-Agliana         | 1-2         |
| 8-0        | Pisa-Torino             | 1-0         |
| 0-3        | Sarzana-Milan           | 2-3         |
| 8-0        | Torres-Attilia Nuoro    | 5-0         |
| 2-3        | Tradate Abbiate-Bologna | 2-2         |

| andata      | 4ª giornata             | ritorno     |
| 23 ott 1999 |                         | 19 feb 2000 |
| 2-1         | Agliana-Torres          | 0-3         |
| 3-5         | Attilia Nuoro-Pisa      | 0-4         |
| 1-2         | Bologna-GEAS            | 2-2         |
| 1-0         | Foroni-Lazio            | 0-1         |
| 5-1         | Gravina Catania-Sarzana | 2-1         |
| 1-0         | Milan-Bardolino         | 0-1         |
| 1-3         | Torino-Picenum          | 0-2         |
| 5-2         | Verona-Tradate Abbiate  | 0-0         |

| andata      | 7ª giornata               | ritorno     |
| 13 nov 1999 |                           | 11 mar 2000 |
| 7-0         | Agliana-Torino            | 2-1         |
| 5-1         | Bardolino-Gravina Catania | 0-1         |
| 2-2         | GEAS-Verona               | 1-0         |
| 3-0         | Milan-Bologna             | 5-1         |
| 6-0         | Picenum-Attilia Nuoro     | 4-2         |
| 3-2         | Sarzana-Foroni            | 0-5         |
| 3-0         | Torres-Pisa               | 2-1         |
| 4-3         | Tradate Abbiate-Lazio     | 0-6         |

| andata     | 10ª giornata            | ritorno    |
| 4 dic 1999 |                         | 1 apr 2000 |
| 2-3        | Attilia Nuoro-Agliana   | 1-3        |
| 0-0        | Foroni-Bardolino        | 0-0        |
| 5-1        | Gravina Catania-Bologna | 0-0        |
| 4-1        | Lazio-GEAS              | 1-1        |
| 2-3        | Pisa-Picenum            | 1-1        |
| 1-4        | Torino-Torres           | 0-4        |
| 2-1        | Tradate Abbiate-Sarzana | 1-1        |
| 0-3        | Verona-Milan            | 0-8        |

| andata     | 13ª giornata              | ritorno    |
| 8 gen 2000 |                           | 6 mag 2000 |
| 0-0        | Agliana-Pisa              | 2-1        |
| 7-1        | Bardolino-Tradate Abbiate | 3-0        |
| 1-4        | Bologna-Foroni            | 0-3        |
| 0-1        | GEAS-Sarzana              | 2-0        |
| 6-1        | Gravina Catania-Verona    | 2-0        |
| 1-2        | Milan-Lazio               | 1-1        |
| 1-1        | Torino-Attilia Nuoro      | 3-2        |
| 2-0        | Torres-Picenum            | 2-0        |

| andata     | 2ª giornata            | ritorno    |
| 9 ott 1999 |                        | 5 feb 2000 |
| 1-0        | Agliana-GEAS           | 1-2        |
| 0-3        | Attilia Nuoro-Foroni   | 0-1        |
| 1-2        | Bardolino-Torres       | 0-2        |
| 0-0        | Bologna-Sarzana        | 3-2        |
| 5-2        | Gravina Catania-Pisa   | 0-2 tav.   |
| 2-1        | Milan-Picenum          | 2-1        |
| 2-3        | Torino-Tradate Abbiate | 1-3        |
| 0-1        | Verona-Lazio           | 0-1        |

| andata      | 5ª giornata                   | ritorno     |
| 30 ott 1999 |                               | 26 feb 2000 |
| 0-2         | Agliana-Milan                 | 1-2         |
| 0-0         | Bardolino-Bologna             | 1-0         |
| 3-0         | GEAS-Torino                   | 2-0         |
| 4-1         | Picenum-Gravina Catania       | 2-2         |
| 2-1         | Pisa-Foroni                   | 4-1         |
| 1-1         | Sarzana-Verona                | 1-1         |
| 4-2         | Torres-Lazio                  | 5-0         |
| 3-3         | Tradate Abbiate-Attilia Nuoro | 2-1         |

| andata      | 8ª giornata             | ritorno     |
| 20 nov 1999 |                         | 18 mar 2000 |
| 1-1         | Attilia Nuoro-GEAS      | 1-3         |
| 0-6         | Bologna-Torres          | 3-8         |
| 0-7         | Foroni-Picenum          | 1-2         |
| 0-2         | Gravina Catania-Agliana | 1-3         |
| 2-2         | Lazio-Sarzana           | 3-2         |
| 0-0         | Pisa-Tradate Abbiate    | 5-1         |
| 1-6         | Torino-Milan            | 1-4         |
| 0-2         | Verona-Bardolino        | 0-2 tav.    |

| andata      | 11ª giornata            | ritorno     |
| 11 dic 1999 |                         | 15 apr 2000 |
| 3-1         | Agliana-Foroni          | 0-3         |
| 2-0         | Bardolino-Lazio         | 1-1         |
| 2-1         | Bologna-Verona          | 2-1         |
| 3-1         | GEAS-Pisa               | 2-1         |
| 4-1         | Milan-Attilia Nuoro     | 9-1         |
| 3-0         | Picenum-Tradate Abbiate | 1-0         |
| 1-3         | Torino-Gravina Catania  | 1-3         |
| 6-0         | Torres-Sarzana          | 5-2         |

| andata      | 14ª giornata                  | ritorno     |
| 15 gen 2000 |                               | 20 mag 2000 |
| 5-2         | Attilia Nuoro-Gravina Catania | 2-6         |
| 4-1         | Foroni-Torino                 | 2-0         |
| 4-0         | Lazio-Bologna                 | 2-3         |
| 6-0         | Picenum-GEAS                  | 6-1         |
| 0-3         | Pisa-Milan                    | 1-3         |
| 1-0         | Sarzana-Bardolino             | 0-5         |
| 0-4         | Tradate Abbiate-Agliana       | 0-2         |
| 1-6         | Verona-Torres                 | 0-2 tav.    |

| andata      | 3ª giornata                     | ritorno     |
| 16 ott 1999 |                                 | 12 feb 2000 |
| 3-0         | Bardolino-Agliana               | 0-0         |
| 2-0         | GEAS-Milan                      | 0-1         |
| 6-0         | Lazio-Attilia Nuoro             | 5-0         |
| 6-0         | Picenum-Bologna                 | 1-1         |
| 2-0         | Pisa-Verona                     | 4-1         |
| 1-1         | Sarzana-Torino                  | 3-0         |
| 7-1         | Torres-Foroni                   | 2-0         |
| 2-1         | Tradate Abbiate-Gravina Catania | 1-2         |

| andata     | 6ª giornata            | ritorno    |
| 7 nov 1999 |                        | 4 mar 2000 |
| 0-1        | Attilia Nuoro-Sarzana  | 2-2        |
| 0-3        | Bologna-Agliana        | 1-3        |
| 2-0        | Foroni-Tradate Abbiate | 2-0        |
| 2-1        | Gravina Catania-GEAS   | 1-1        |
| 1-3        | Lazio-Pisa             | 2-4        |
| 2-0        | Milan-Torres           | 0-2        |
| 0-1        | Torino-Bardolino       | 1-2        |
| 1-1        | Verona-Picenum         | 1-3        |

| andata      | 9ª giornata             | ritorno     |
| 27 nov 1999 |                         | 25 mar 2000 |
| 2-0         | Agliana-Verona          | 3-0         |
| 3-0         | Bardolino-Attilia Nuoro | 5-0         |
| 1-2         | Bologna-Torino          | 3-2         |
| 0-0         | GEAS-Foroni             | 1-2         |
| 6-0         | Milan-Gravina Catania   | 2-1         |
| 2-2         | Picenum-Lazio           | 2-0         |
| 0-2         | Sarzana-Pisa            | 1-4         |
| 10-0        | Torres-Tradate Abbiate  | 7-1         |

| andata      | 12ª giornata           | ritorno     |
| 18 dic 1999 |                        | 29 apr 2000 |
| 4-0         | Bologna-Attilia Nuoro  | 0-2 tav.    |
| 1-2         | Foroni-Milan           | 1-2         |
| 0-3         | Gravina Catania-Torres | 1-7         |
| 2-1         | Lazio-Agliana          | 1-1         |
| 2-1         | Pisa-Bardolino         | 4-0         |
| 4-1         | Sarzana-Picenum        | 0-2         |
| 2-2         | Tradate Abbiate-GEAS   | 0-0         |
| 3-2         | Verona-Torino          | 0-4         |

| andata      | 15ª giornata           | ritorno     |
| 22 gen 2000 |                        | 27 mag 2000 |
| 1-1         | Agliana-Sarzana        | 0-0         |
| 1-1         | Bardolino-Picenum      | 3-0         |
| 1-2         | Bologna-Pisa           | 0-4         |
| 0-4         | Gravina Catania-Foroni | 2-5         |
| 5-0         | Milan-Tradate Abbiate  | 7-0         |
| 1-0         | Torino-Lazio           | 0-2         |
| 2-0 tav.    | Torres-GEAS            | 3-0         |
| 1-1         | Verona-Attilia Nuoro   | 1-4         |